# Ora legale del Pacifico

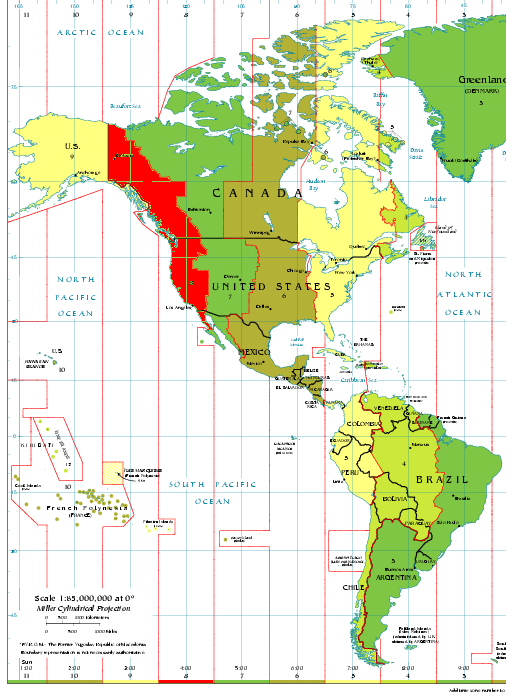
La PDT è evidenziata in rosso.

L'ora legale del Pacifico (in inglese originale Pacific Daylight Time, abbreviato in PDT) è l'ora legale utilizzata d'estate negli Stati Uniti e in Canada che si ottiene sottraendo 7 ore dall'ora di Greenwich (UTC-7). Il fuso orario di questa zona si basa sul tempo solare medio del 120º meridiano ovest di Greenwich.
In inverno è sostituito dall'ora solare UTC-8 detta ora standard del Pacifico (Pacific Standard Time, abbreviato in PST).
La zona è un'ora in anticipo rispetto al fuso orario dell'Alaska, un'ora indietro rispetto al fuso orario detto Mountain Time Zone e tre ore indietro rispetto alla Eastern Time Zone.
Negli Stati Uniti, lo stato di Washington e della California si posizionano completamente all'interno del Fuso orario del Pacifico, mentre in Nevada solo la città di West Wendover rientra in questo fuso orario, così come la parte nord dell'Idaho, e tutto l'Oregon con esclusione di buona parte della Contea di Malheur.
In Canada vi rientrano quasi tutte le province della Columbia Britannica, con esclusione della provinciale Highway 95, e la zona attorno a Fort St. John, tutto lo Yukon e la città di Tungsten situata nei Territori del Nord-Ovest.
L'unica parte del Messico che si colloca interamente in questo fuso orario è la Bassa California.
Nel corso del 2006, esattamente tra le 2:00 e le 3:00 LST (Local Standard Time) della prima domenica di aprile, il fuso orario locale (PST, UTC-8) è passato al PDT (UTC-7), per ritornare al fuso originario nell'ultima domenica di ottobre. 
Nel 2007 questo cambiamento, rispetto al 2006, è stato anticipato di quasi un mese e posticipato di quasi una settimana: seconda domenica di marzo e prima domenica di novembre.

## Le maggiori aree metropolitane
- Vancouver
- Victoria
- Anaheim
- Bellevue
- Cupertino
- Eugene
- Fresno
- Los Angeles
- Las Vegas
- Oakland
- Portland
- Reno
- Sacramento
- Salem
- San Diego
- San Francisco
- San Jose
- Santa Ana
- Seattle
- Spokane
- Tacoma
- Ensenada
- Mexicali
- Tijuana